# Nederhorst den Berg
Nederhorst den Berg is een dorp en voormalige gemeente in de gemeente Wijdemeren, in de Nederlandse provincie Noord-Holland. Het dorp heeft, inclusief de omgeving 5.580 inwoners (2023) en is onder andere bekend door Kasteel Nederhorst.
Het dorp wordt vaak verkort "Nederhorst" of soms "Den Berg" genoemd, de inwoners "Bergers". Er zijn verschillende kernen of buurtschappen, waaronder Hinderdam, Horstermeer, Nedervecht en Overmeer. De kern Overmeer vormt een onderdeel van Nederhorst den Berg.

## Geschiedenis

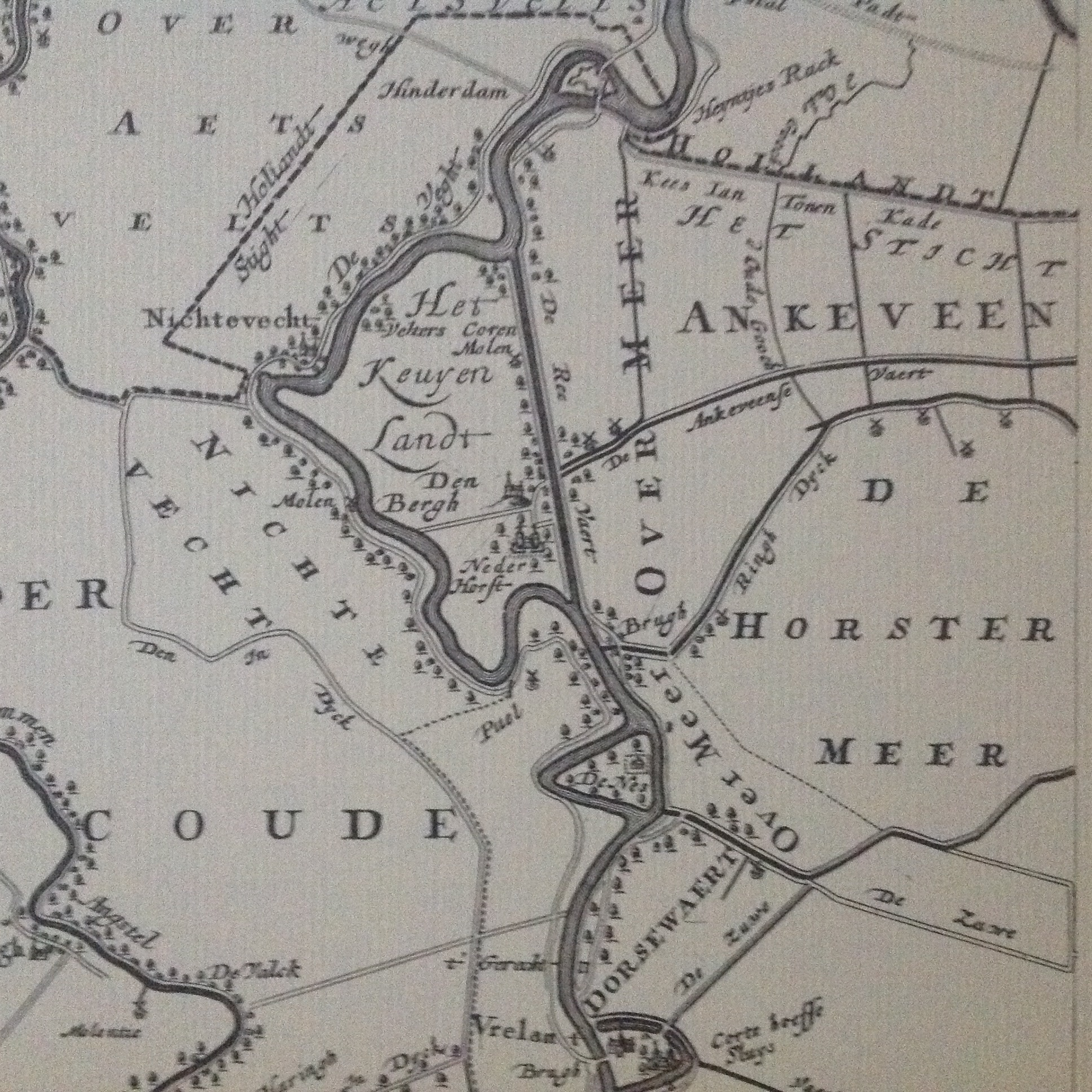
kaartfragment uit 1696

De nederzetting bij 'de Berg' heette oorspronkelijk Werinon. De kernen Overmeer en Werinon zijn van oorsprong vroegmiddeleeuwse nederzettingen die, in tegenstelling tot nagenoeg alle nederzettingen langs de Vecht (op Dorssen bij Vreeland na) niet aan de westzijde lagen, maar aan de oostzijde. Waarschijnlijk duidt dit op de gescheiden gouw-indeling (Nifterlake) aan weerszijden van de Vecht.
Nederhorst den Berg is een vrij nieuwe naam. De gemeente is ontstaan uit de voormalige heerlijkheid Overmeer. Deze heerlijkheid maakte sinds de middeleeuwen deel uit van het gebied van de proosdij van Sint Marie te Utrecht, dat zich ook uitstrekte over Kortenhoef en Stichts Ankeveen, inclusief het Horstermeer. In 1619 verkocht de proosdij het gebied Horstwaard aan de bezitter van het kasteel Nederhorst, waarvan het terrein een eigen rechtsgebiedje vormde. De bezitter van het kasteel, Godard van Reede mocht van de Staten van Utrecht de twee gebieden samenvoegen en wist zijn nieuwe heerlijkheid nog verder te vergroten door een verlegging van de grens met Ankeveen: in plaats van de Horstwetering werd de Oude Gooch de grens. Sindsdien was er sprake van de heerlijkheid Overmeer met Nederhorst, Horstwaard en Riethoven. Na de afschaffing van de heerlijke rechten ging het gebied Nederhorst den Berg heten.
Op 1 januari 1812 werden de gemeenten Ankeveen en Nigtevecht bij Nederhorst den Berg gevoegd, waarna de gemeente op 19 september 1814 bij de provincie Utrecht werd gevoegd. Per 1 januari 1818 werden Ankeveen en Nigtevecht weer zelfstandig, waarna Nederhorst den Berg op 1 oktober 1819 weer bij Noord-Holland werd ingedeeld. Het raadhuis stond aan de Voorstraat in het centrum van het dorp.. In 2019 werd het pand afgebroken en kwam er nieuwbouw met de naam "Het Raedthuys".
Op 1 januari 2002 werden de gemeenten Loosdrecht, ’s-Graveland en Nederhorst den Berg samengevoegd tot de nieuwe gemeente Wijdemeren.
Nederhorst den Berg is ontstaan op een hoog punt in een bocht van de Vecht (hetgeen een verklaring vormt voor het deel "den Berg" in de naam). Reeds in de 13de eeuw - mogelijk eerder - werd er naast de nederzetting een kasteel gesticht. De dorpsplattegrond is verder tot stand gekomen door de Reevaart die tot de demping in 1969 door het dorp liep. Door zandwinning is het recreatiegebied Spiegel- en Blijkpolderplas ontstaan. Deze plassen worden tegenwoordig gebruikt voor waterrecreatie en zijn omgeven door fiets-, wandelpaden en ruiterroutes. In 2008 is de Gabriel-turborotonde geopend die de Provinciale weg 523 en Provinciale weg 201 met elkaar verbindt.

## Horstermeerpolder
De tussen Nederhorst den Berg en Kortenhoef liggende Horstermeerpolder die in 1882 werd drooggelegd heeft nog een typisch agrarisch karakter, kenmerkend voor een nederzetting in een droogmakerij. De polder dreigt anno 2010 deels ontpolderd te worden. De provincie Noord-Holland heeft plannen om het gebied weer deels onder water te zetten. Daar tegen bestaat veel verweer vanuit de bevolking. Actievoerders riepen de Republiek Horstermeerpolder uit en blokkeerden op 22 februari 2010 de enige toegangsweg tot de polder. Alleen auto's met een vlaggetje van de "republiek" werden toegelaten.

## Bezienswaardigheden
- De huidige protestantse Willibrorduskerk of «Kerk op de Heuvel» is in de 12e en laat 15e eeuw gebouwd op een natuurlijke zandheuvel die is ontstaan uit de resten van een stuifduin uit de laatste ijstijd. De toren en het schip zijn in romaanse stijl opgetrokken en dateren uit de 12de eeuw, koor en zijbuik gotisch van circa 1500.[4] De Willibrordkerk kent vermoedelijk een houten voorganger van rond 800 n.Chr., gesticht door Liudger, de bekende prediker die hier te Werinon zijn zetel had. De heuvel leende zich gedurende de IJzertijd en Romeinse tijd goed voor bewoning, alhoewel hiervoor nog geen bewijzen zijn gevonden (wel in de nabije omgeving te Overmeer en Nigtevecht).

- De oudst bekende vermelding van kasteel Nederhorst stamt uit de 13e eeuw. Het laat 17e-eeuws vierkante kasteel heeft zeskantige hoektorens en wordt omgeven door een slotgracht.

- Nabij het dorp bevindt zich nog de poldermolen van de Stichts-Ankeveense polder die in 1636 gebouwd is.

## Geboren
- Jan Jacob Spöhler (1811-1866), kunstschilder
- Hans Galesloot (1953), auteur en scenarioschrijver
- Dieuwertje Blok (1957-2025), presentatrice
- Tessel Blok (1958), radio- en tv-maakster
- Marianne Zwagerman (1969), schrijfster

## Fotogalerij

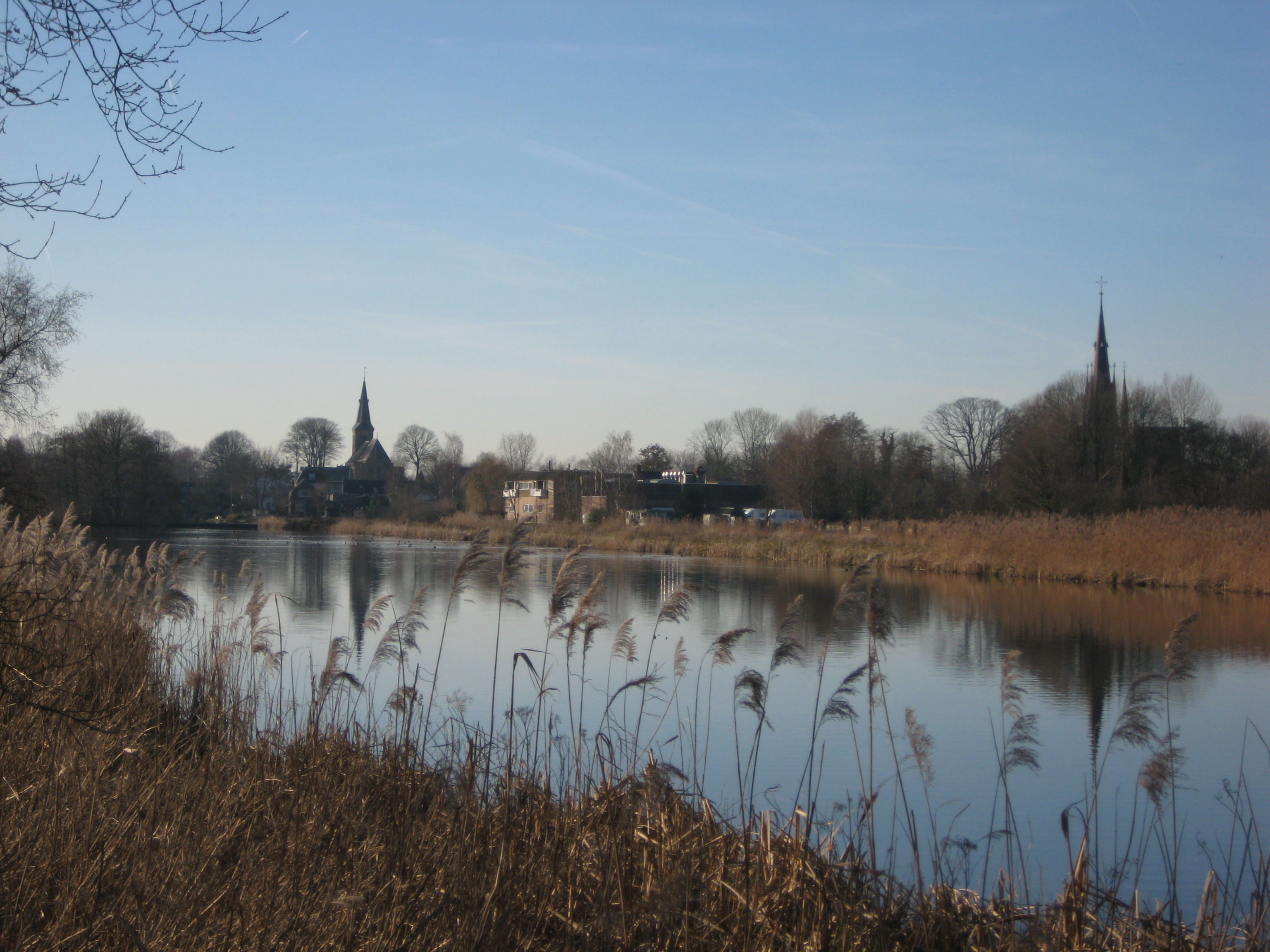
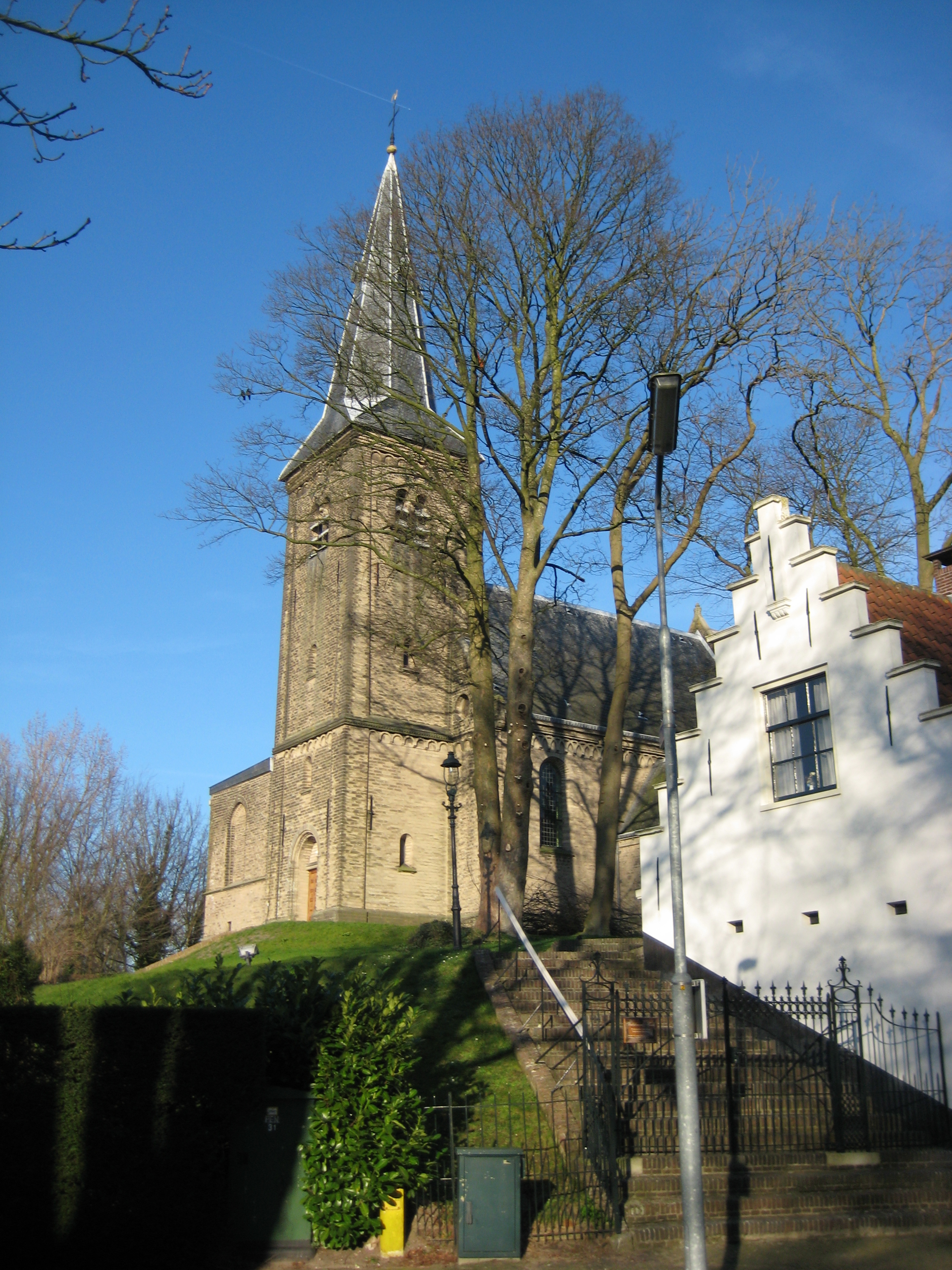
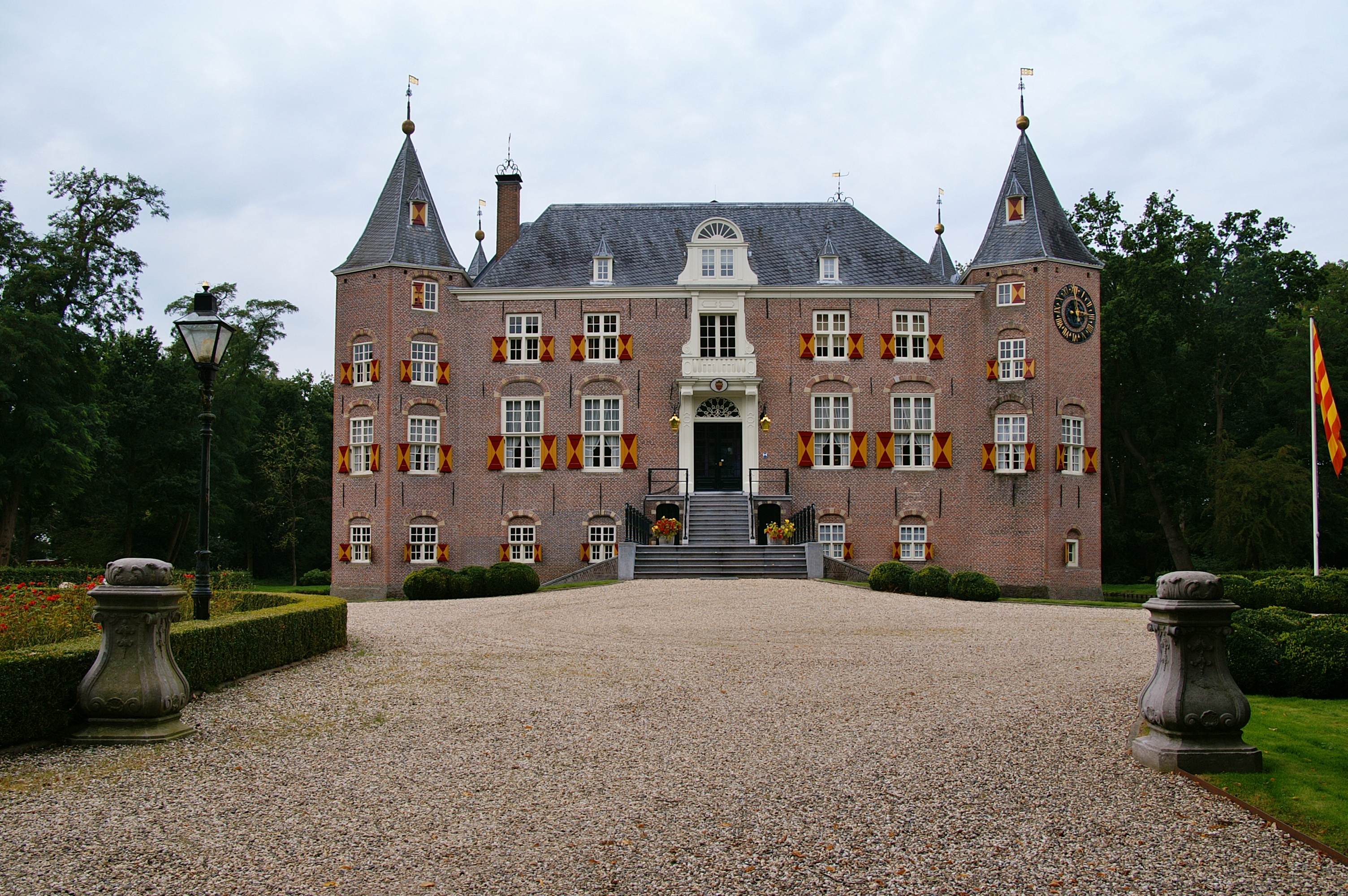
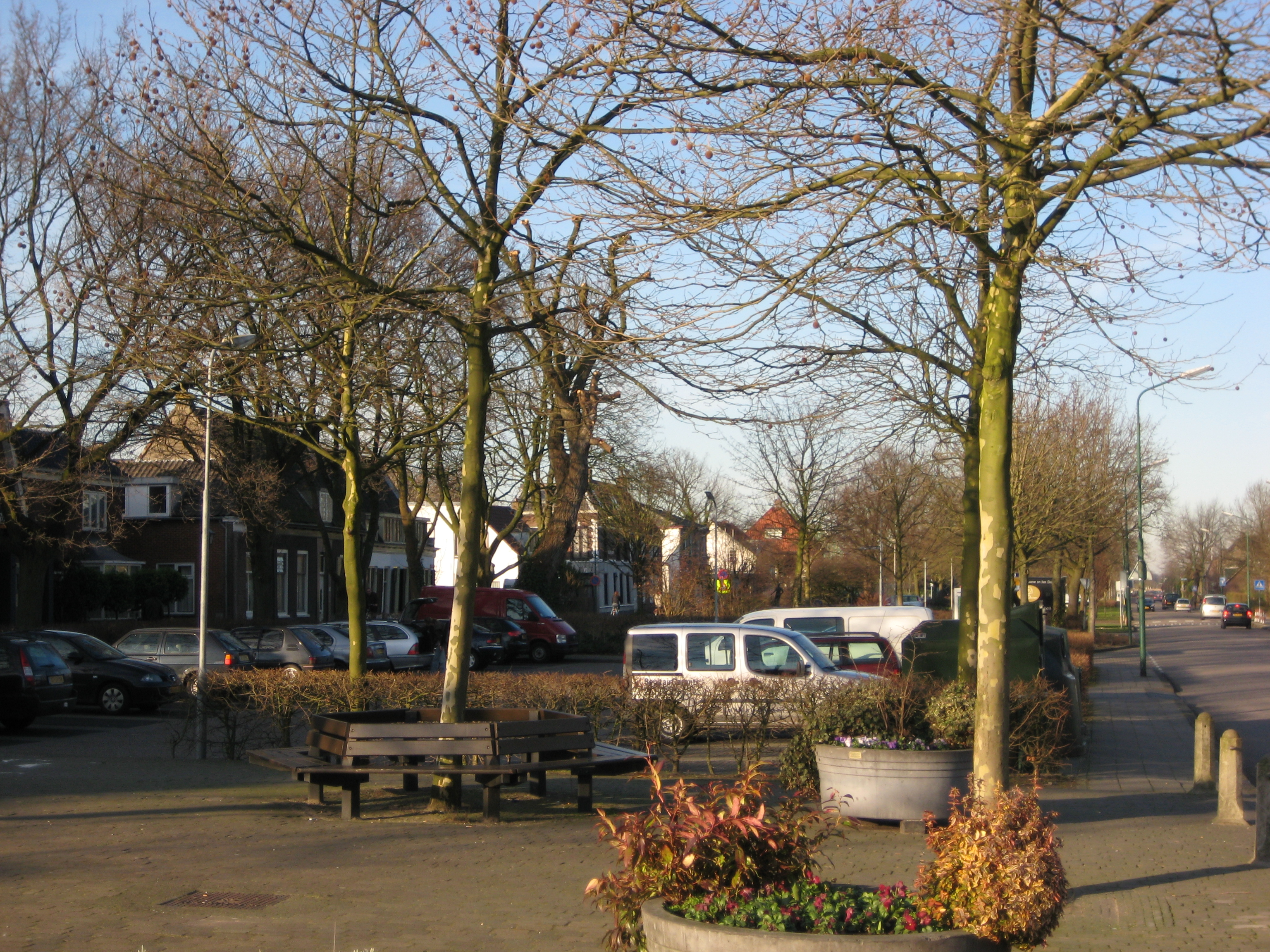
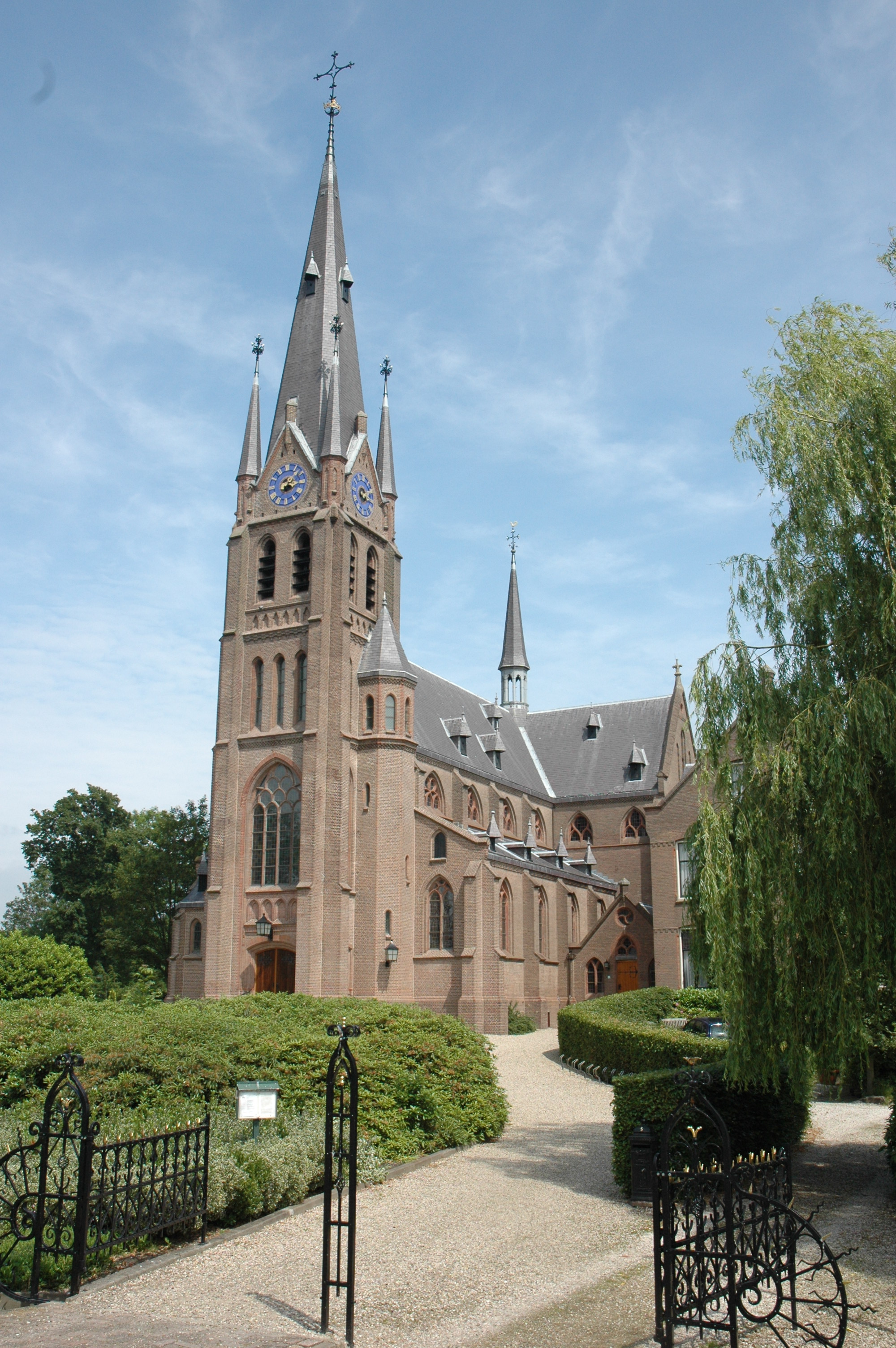
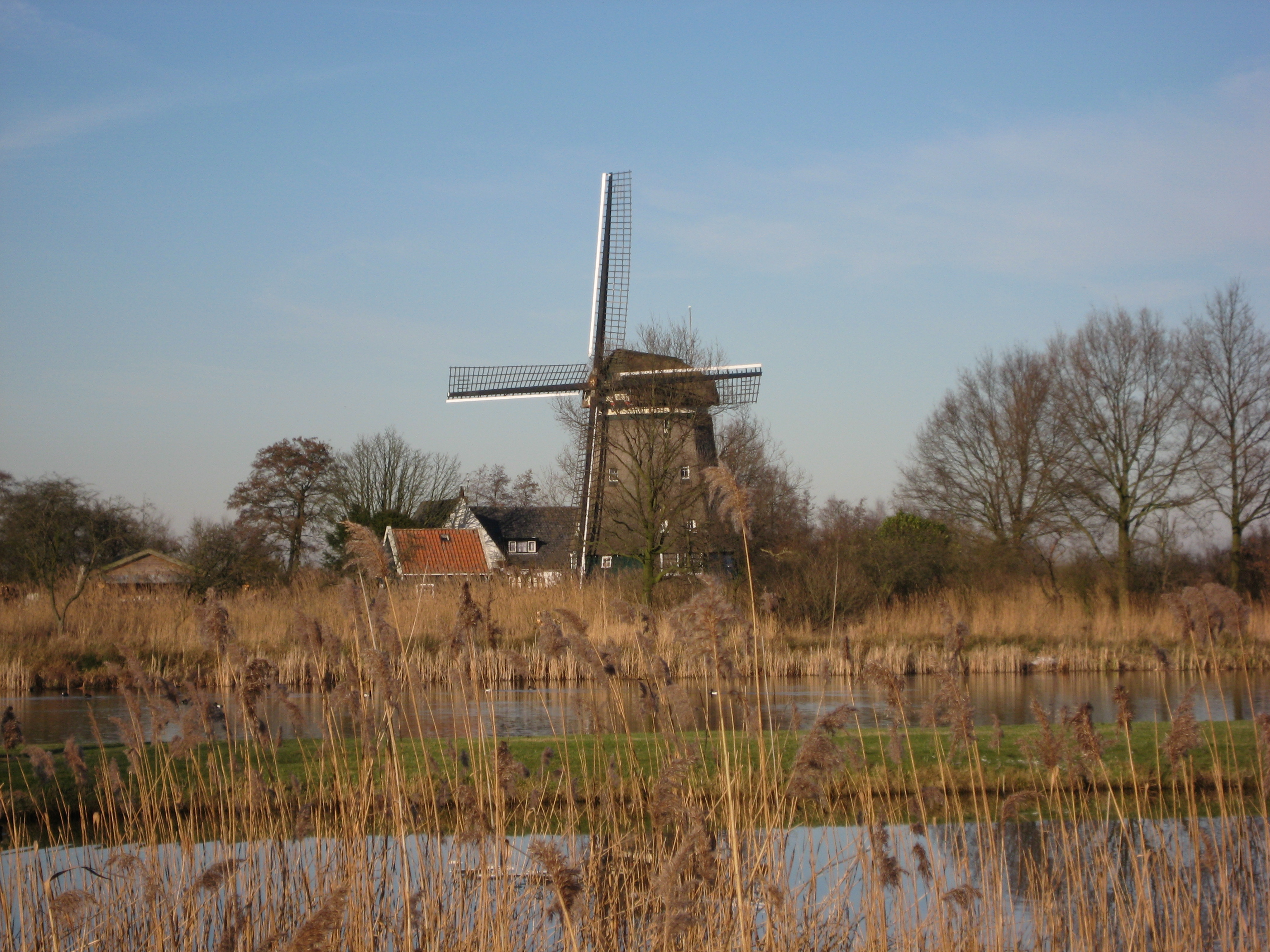